# Oundle School
L'Oundle School est une école publique anglaise située sur l'ancienne cité commerciale d'Oundle dans le Northamptonshire. 
L'école a été tenue par la Worshipful Company of Grocers de la ville de Londres depuis sa fondation en 1556, et est l'une des plus anciennes écoles publiques du pays. L'école peut accueillir jusqu'à 1 100 élèves. La principale actuelle est Sarah Kerr-Dineen.

## Historique
L'Oundle School fut fondée en 1556 par une personnalité locale influente, devenue maire, nommé Sir William Laxton. Cependant, il existait déjà une école sur le site de l'Oundle School depuis 1485, dans laquelle Sir Laxton lui-même a suivi ses études. 
Laxton a été membre de la Worshipful Company of Grocers et fut décoré de l'ordre de Lord Mayor of the City of London en 1544, pendant le règle d'Henri VIII. Laxton usa de l'influence que lui conférait sa vie londonienne pour créer une école pour garçons à Oundle, qui fut alors dirigée par la Worshipful Company of Grocers.

## Personnalités liées à l'école
- David Barker (1938-2013), médecin épidémiologiste.
- Caroline Criado-Perez, journaliste et féministe.
- Robert Dixon-Smith (baron Dixon-Smith ; 1934-), agriculteur et homme politique britannique.